# NGC 1621
NGC 1621 (również NGC 1626 lub PGC 15626) – galaktyka eliptyczna (E), znajdująca się w gwiazdozbiorze Erydanu.
Odkrył ją Francis Leavenworth w 1886 roku, a 22 grudnia tego samego roku niezależnie odkrył ją Lewis A. Swift. Ponieważ pozycje obiektu podane przez obu astronomów trochę się różniły, John Dreyer skatalogował galaktykę dwukrotnie jako NGC 1626 (obserwacja Leavenwortha) i NGC 1621 (obserwacja Swifta).